# Harcerstwo (kwartalnik)
Harcerstwo – czasopismo wydawane w latach 1934–1939 oraz w 1946, organ Naczelnictwa Związku Harcerstwa Polskiego.

## Historia
Czasopismo powstało w miejsce zlikwidowanego czasopisma noszącego tytuł „Harcmistrz”. Wychodziło jako kwartalnik, później dwumiesięcznik. W 1946 wznowione jako miesięcznik (ukazały się 4 numery). Kontynuacją był ukazujący się od 1959 kwartalnik „Harcerstwo”.